# Anastasija Harnyk
Anastasija Juriïvna Harnyk (in ucraino Анастасі́я Ю́ріївна Га́рник?; Kiev, 10 settembre 1995) è una judoka ucraina, attuale campionessa paralimpica nella categoria +70 kg femminile ipovedenti.

## Biografia
Anastasija Juriïvna Harnyk è nata il 10 settembre 1995 a Kiev, in Ucraina.
Il 9 agosto 2023 si è aggiudicata il primo posto ai campionati europei paralimpici.
Il 7 settembre 2024 ha vinto la medaglia d'oro nel judo alle paralimpiadi di Parigi.

## Palmarès
- Giochi paralimpici: 1[1]
 Oro a Parigi 2024 (categoria +70 kg J1)[3]
- Campionati europei paralimpici: 1
 Oro a Rotterdam 2023 (categoria +70 kg J1)[2]